# 复旦大学公共卫生学院
复旦大学公共卫生学院是复旦大学的下属院系之一，最早是国立江苏大学医学院于1928年成立的公共卫生科。学院拥有社会医学和卫生事业管理、卫生统计和流行病学两个国家重点学科，以及两个部级重点实验室、一个上海市重点学科，同时，于2017年入选教育部“双一流”学科建设计划。

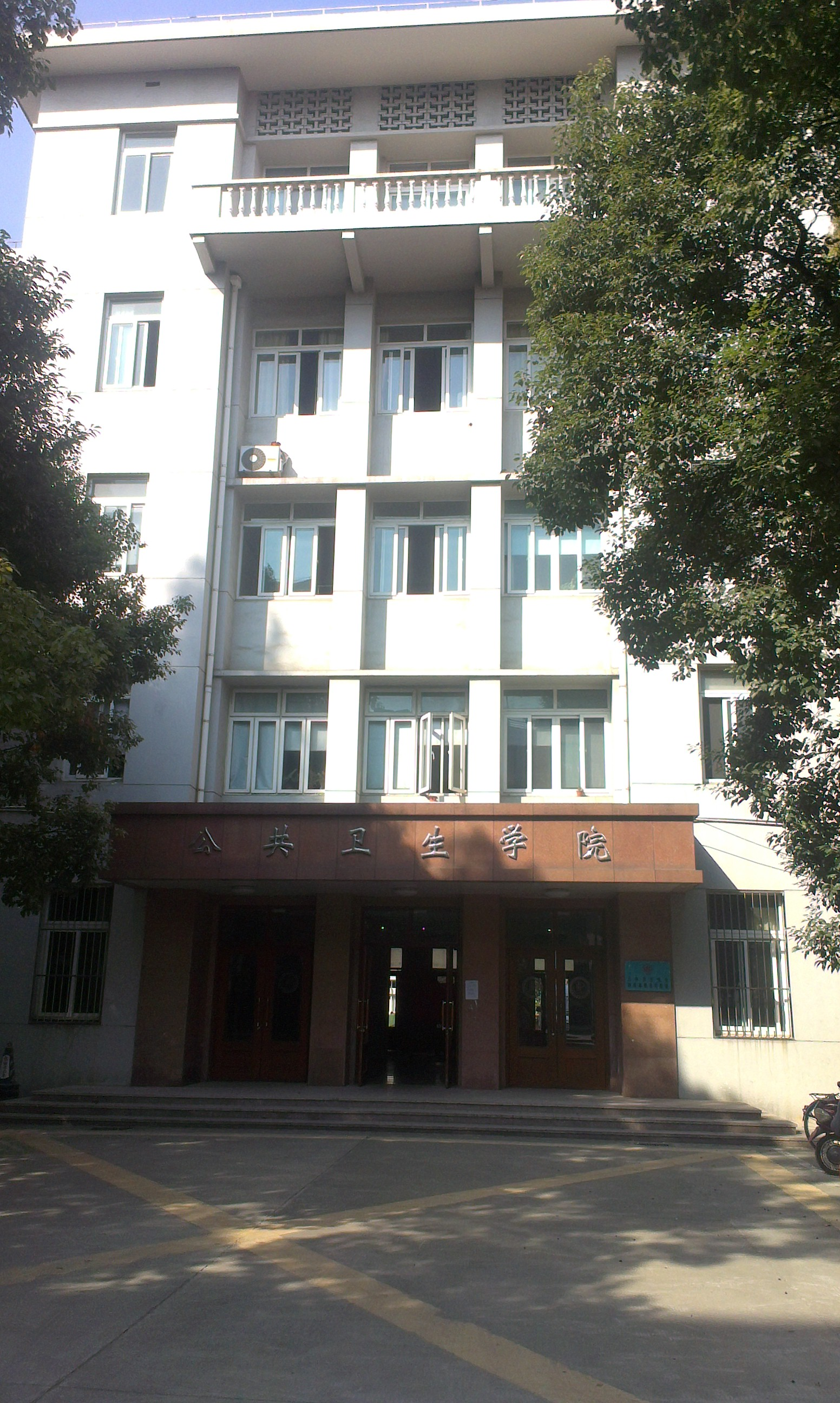
复旦大学公共卫生学院，复旦大学枫林校区，上海医学院西8号楼

## 历史沿革
- 1928年，国立第四中山大学医学院成立公共卫生科
- 1952年院系调整，更名为上海第一医学院公共卫生学院
- 1955年，更名为上海第一医学院卫生系
- 1985年，上海第一医学院更名为上海医科大学，卫生系更名为上海医科大学公共卫生学院
- 2000年，上海医科大学与复旦大学合并，学院改为今名

## 国际交流
学院与多家国际知名大学和研究机构建立了广泛的交流与教育和研究合作。本科设有“复旦大学-夏威夷大学4+1+1”本硕连读项目以及“复旦大学-杜兰大学4+2”本硕连读项目，未来还将与美国哥伦比亚大学、英国伦敦政治经济学院及加拿大多伦多大学积极开展学生互访交换计划。截止2015年，学院签署的MOUs (Memoranda of Understanding)有：
美国：约翰霍普金斯大学、加利福尼亚大学洛杉矶分校、杜兰大学、夏威夷大学、犹他大学
澳大利亚：悉尼大学、悉尼科技大学、阿德莱德大学、格里菲斯大学
欧洲：瑞典于默奥大学、法国埃塞克商学院（高等经济商业学院）、伦敦政治经济学院
加拿大：蒙特利尔大学
亚洲：印度贾瓦哈拉尔尼赫鲁大学、山形大学

## 专业设置

### 本科
- 预防医学（五年制）（BSc in Medicine, Preventive Medicine），授复旦大学医学学士
- 公共事业管理（卫生事业管理方向）（BA in Management, Health Policy and Management Track），授复旦大学管理学学士

### 研究生
- 硕士
  - 劳动卫生与环境卫生学
  - 流行病学与卫生统计学
  - 营养与食品卫生学
  - 卫生毒理学
  - 社会医学与卫生事业管理学
- 博士
  - 劳动卫生与环境卫生学
  - 社会医学与卫生事业管理学